# Diócesis de Dori
La diócesis de Dori (en latín: Dioecesis Doriensis y en francés: Diocèse de Dori) es una circunscripción eclesiástica de la Iglesia católica en Burkina Faso. Se trata de una diócesis latina, sufragánea de la arquidiócesis de Koupéla. Desde el 31 de enero de 2013 su obispo es Laurent Birfuoré Dabiré.

## Territorio y organización
La diócesis tiene 36 166 km² y extiende su jurisdicción sobre los fieles católicos de rito latino residentes en las provincias de Séno, Oudalan, Yagha y Soum de la región del Sahel.
La sede de la diócesis se encuentra en la ciudad de Dori, en donde se halla la Catedral de Santa Ana.
En 2021 en la diócesis existían 6 parroquias.

## Historia
La diócesis fue erigida el 20 de noviembre de 2004 con la bula Cum ad aeternam del papa Juan Pablo II, obteniendo el territorio de las diócesis de Fada N'Gourma y Ouahigouya.

## Estadísticas
Según el Anuario Pontificio 2022 la diócesis tenía a fines de 2021 un total de 16 807 fieles bautizados.
| Año                                                                             | Población            | Población | Población      | Sacerdotes | Sacerdotes    | Sacerdotes    | Bautizados por sacerdote | Diáconos permanentes | Religiosos | Religiosos | Parroquias |
| Año                                                                             | Bautizados católicos | Total     | % de católicos | Total      | Clero secular | Clero regular | Bautizados por sacerdote | Diáconos permanentes | Varones    | Mujeres    | Parroquias |
| ------------------------------------------------------------------------------- | -------------------- | --------- | -------------- | ---------- | ------------- | ------------- | ------------------------ | -------------------- | ---------- | ---------- | ---------- |
| 2004                                                                            | 2726                 | 710 000   | 0.4            | 16         | 8             | 8             | 170                      |                      | 8          | 32         | 5          |
| 2006                                                                            | 2 790                | 727 000   | 0.4            | 12         | 7             | 5             | 232                      |                      | 6          | 11         | 5          |
| 2013                                                                            | 13 144               | 889 600   | 1.5            | 19         | 15            | 4             | 691                      |                      | 4          | 18         | 5          |
| 2016                                                                            | 14 232               | 1 122 000 | 1.3            | 19         | 16            | 3             | 749                      |                      | 3          | 20         | 6          |
| 2019                                                                            | 16 157               | 1 233 500 | 1.3            | 24         | 21            | 3             | 673                      |                      | 3          | 23         | 6          |
| 2021                                                                            | 16 807               | 1 200 358 | 1.4            | 13         | 13            |               | 1292                     |                      |            | 13         | 6          |
| Fuente: Catholic-Hierarchy, que a su vez toma los datos del Anuario Pontificio. |                      |           |                |            |               |               |                          |                      |            |            |            |

## Episcopologio
- Joachim Ouédraogo (20 de noviembre de 2004-4 de noviembre de 2011 nombrado obispo de Koudougou)
- Laurent Birfuoré Dabiré, desde el 31 de enero de 2013